# Xã Murdock, Quận Douglas, Illinois
Xã Murdock (tiếng Anh: Murdock Township) là một xã thuộc quận Douglas, tiểu bang Illinois, Hoa Kỳ. Năm 2010, dân số của xã này là 225 người.